# Mr. Sandman
«Mr. Sandman» (укр. «Містер Дрімота») — популярна американська пісня, написана Петом Баллардом в 1954 році. Вперше виконана оркестром Воугна Монро у травні того ж року, а в жовтні записана на синглі, разом з піснею «I Don't Wanna See You Cryin» жіночим квартетом The Chordettes. Текст пісні висловлює прохання самотньої дівчини до містера Дрімоти (фольклорного північно-європейського персонажу — Піщаної людини) навіяти їй сновидіння про привабливого юнака. Пізніше, слова пісні були дещо змінені з посиланням до Санта Клауса (західноєвропейського різдвяного персонажа, прототипа Святого Миколая), в результаті чого пісня отримала нову назву «Mr. Santa» та стала одним з різдвяних символів США.